# Liste der Stadtbezirke von Medellín

Wappen von Medellín

Die Liste der Stadtbezirke von Medellín gibt einen Überblick über die 16 Stadtbezirke, genannt comunas, die zusammen insgesamt 256 offizielle barrios (Stadtviertel) bilden.
Weiter gibt es innerhalb der Stadt auch einige ländlichere Gebiete, die sogenannten corregimientos, von Nord nach Süd: Santa Elena, San Cristóbal, Alta Vista und San Antonio de Prado. Diese werden jedoch nicht zu den comunas gezählt.

Aufteilung von Medellín in comunas

## Auflistung der „comunas“

### Comuna 1 Barrio Popular

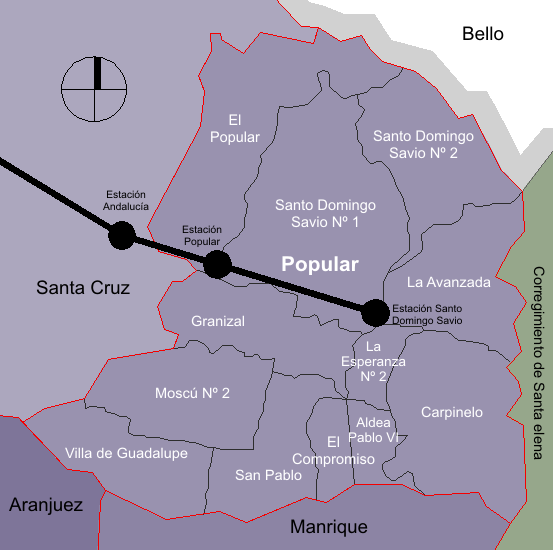
Comuna 1 Popular

- Santo Domingo Savio No. 1
- Santo Domingo Savio No. 2
- Popular
- Granizal
- Moscú No. 2
- Villa de Guadalupe
- San Pablo
- El Compromiso
- Aldea Pablo VI
- La Esperanza No. 2
- La Avanzada
- Carpinelo

### Comuna 2 Santa Cruz

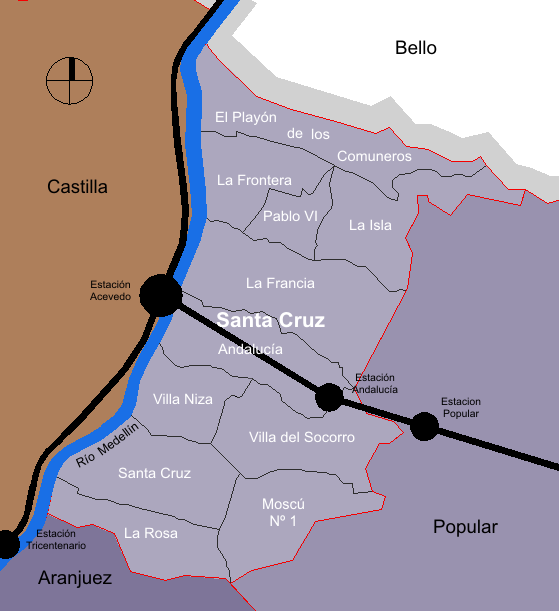
Comuna 2 Santa Cruz

- La Isla
- El Playón de los Comuneros
- Pablo VI
- La Frontera
- La Francia
- Andalucía
- Villa del Socorro
- Villa Niza
- Moscú No.1
- Santa Cruz
- La Rosa

### Comuna 3 Manrique

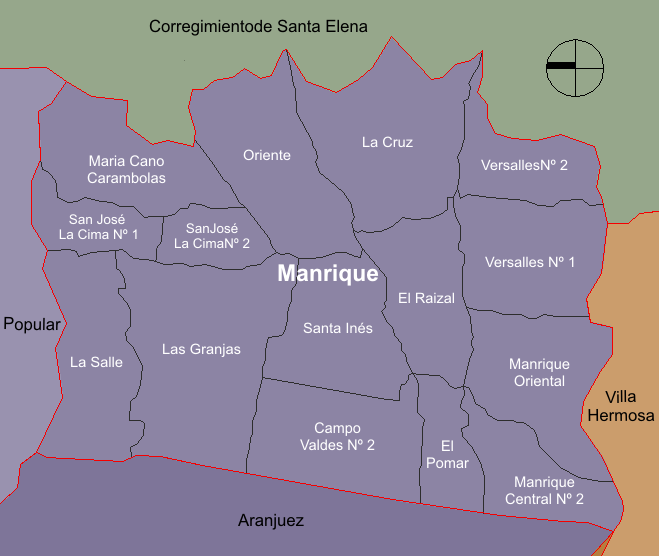
Comuna 3 Manrique

- La Salle
- Las Granjas
- Campo Valdés No. 2
- Santa Inés
- Raizal
- El Pomar
- Manrique Central No. 2
- Manrique Oriental
- Versalles No. 1
- Versalles No. 2
- La Cruz
- Oriente
- María Cano Carambolas
- San José de la Cima No. 1
- San José de la Cima No. 2

### Comuna 4 Aranjuez

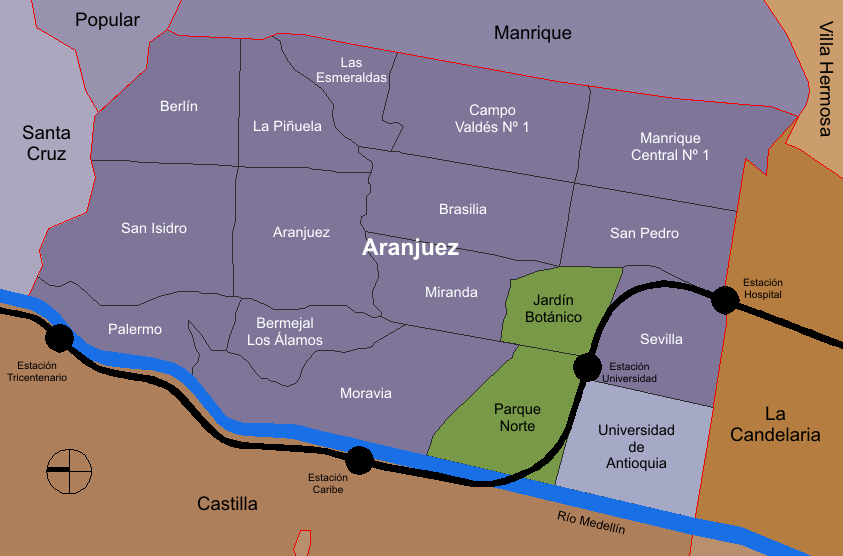
Comuna 4 Aranjuez

- Berlín
- San Isidro
- Palermo
- Bermejal Los Alamos
- Moravia
- Sevilla
- San Pedro
- Manrique Central No. 1
- Campo Valdés No. 1
- Las Esmeraldas
- La Piñuela
- Aranjuez
- Brasilia
- Miranda

### Comuna 5 Castilla

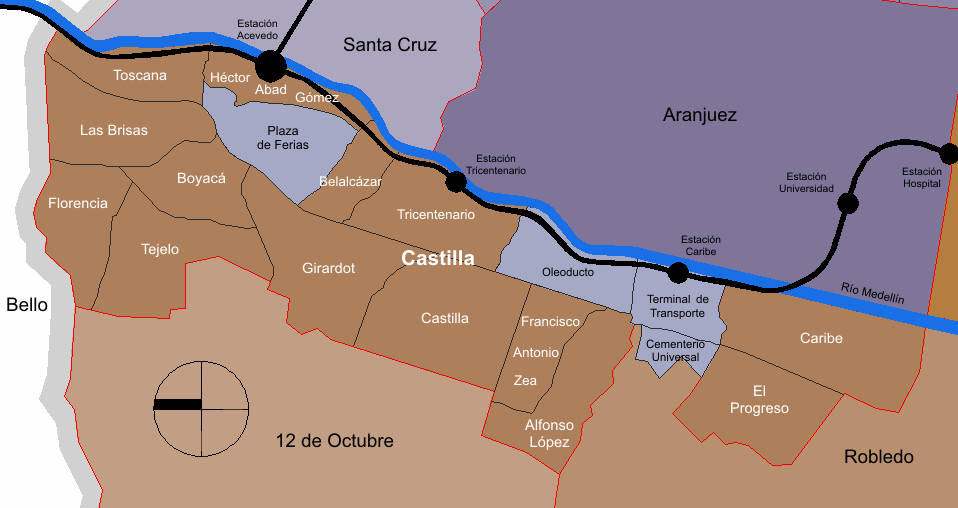
Comuna 5 Castilla

- Toscana
- Las Brisas
- Florencia
- Tejelo
- Boyacá
- Héctor Abad Gómez
- Belalcázar
- Girardot
- Tricentenario
- Castilla
- Francisco Antonio Zea
- Alfonso López
- Caribe
- El Progreso

### Comuna 6 Doce de Octubre

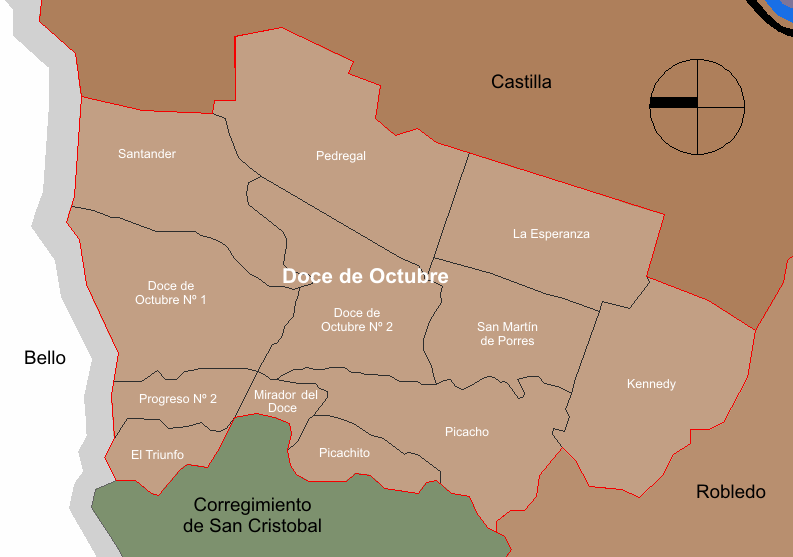
Comuna 6 Doce de Octubre

- Santander
- Doce de Octubre No. 1
- Doce de Octubre No. 2
- Pedregal
- La Esperanza
- San Martín de Porres
- Kennedy
- Picacho
- Picachito
- Mirador del Doce
- El Progreso No. 2
- El Triunfo

### Comuna 7 Robledo
- Cerro El Volador
- San Germán

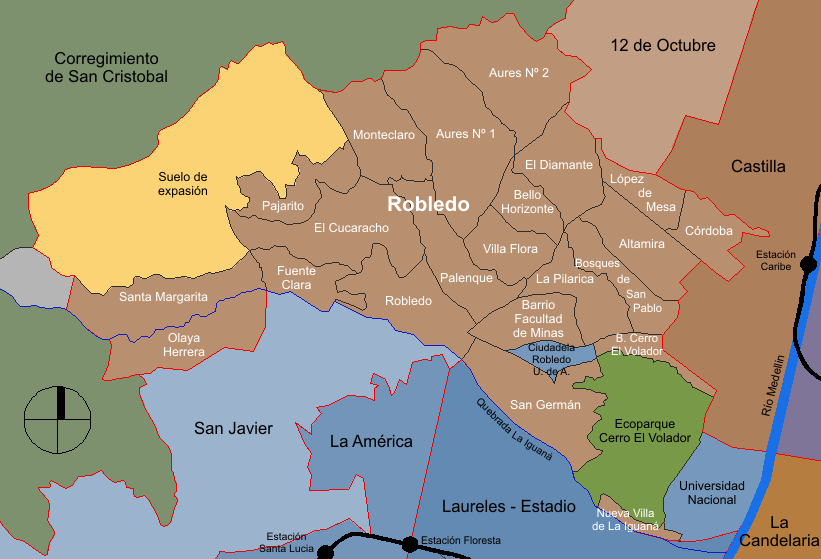
Comuna 7 Robledo

- Facultad de Minas Universidad Nacional
- La Pilarica
- Bosques de San Pablo
- Altamira
- Córdoba
- López de Mesa
- El Diamante
- Aures No. 1
- Aures No. 2
- Bello Horizonte
- Villa Flora
- Palenque
- Robledo
- Cucaracho
- Fuente Clara
- Santa Margarita
- Olaya Herrera
- Pajarito
- Monteclaro
- Nueva Villa de La Iguaná

### Comuna 8 Villa Hermosa

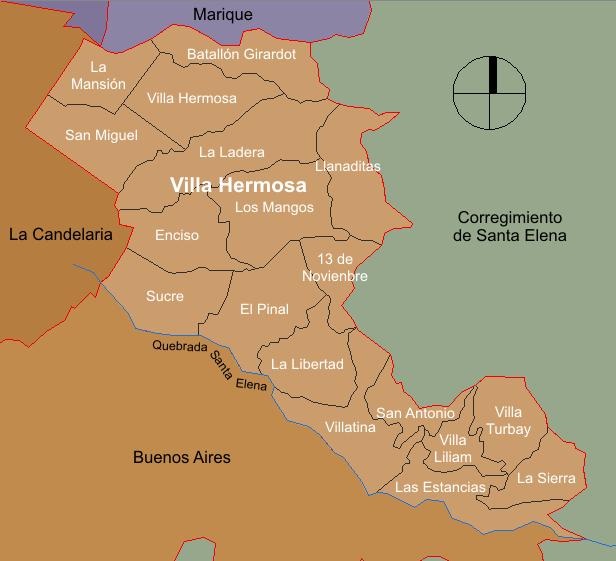
Comuna 8 Villa Hermorasa

- Villa Hermosa
- La Mansión
- San Miguel
- La Ladera
- Batallón Girardot
- Llanaditas
- Los Mangos
- Enciso
- Sucre
- El Pinal
- Trece de Noviembre
- La Libertad
- Villatina
- San Antonio
- Las Estancias
- Villa Turbay
- La Sierra
- Villa Liliam

### Comuna 9 Buenos Aires

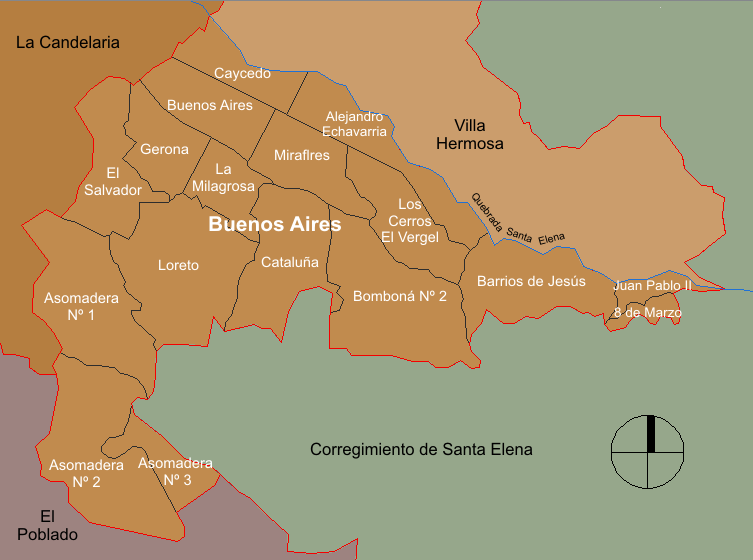
Comuna 9 Buenos Aires

- Juan Pablo II
- Barrios de Jesús
- Bombona No. 2
- Los Cerros El Vergel
- Alejandro Echavarría
- Barrio Caycedo
- Buenos Aires
- Miraflores
- Cataluña
- La Milagrosa
- Gerona
- El Salvador
- Loreto
- Asomadera No. 1
- Asomadera No. 2
- Asomadera No. 3
- Ocho de Marzo

### Comuna 10 La Candelaria

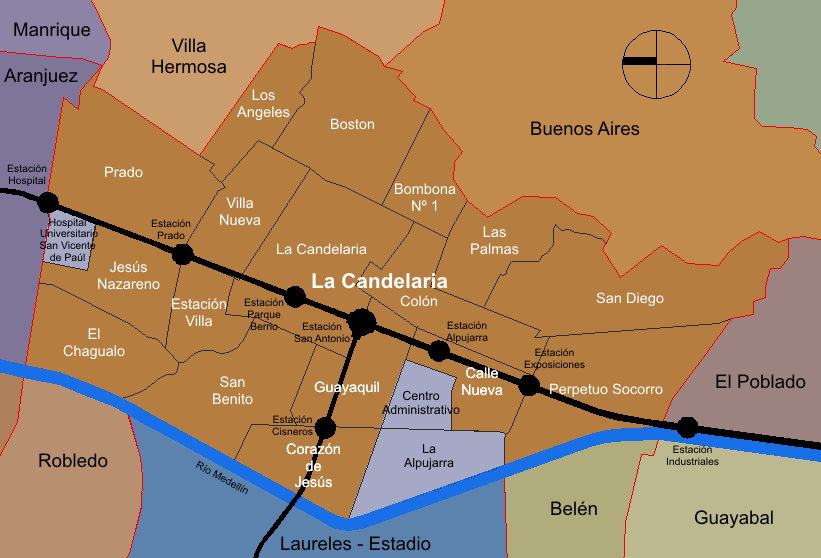
Comuna 10 La candelaria

- Prado
- Jesús Nazareno
- El Chagualo
- Estación Villa
- San Benito
- Guayaquil
- Corazón de Jesús
- Calle Nueva
- Perpetuo Socorro
- Barrio Colón
- Las Palmas
- Bombona No. 1
- Boston
- Los Ángeles
- Villa Nueva
- La Candelaria
- San Diego

### Comuna 11 Laureles-Estadio

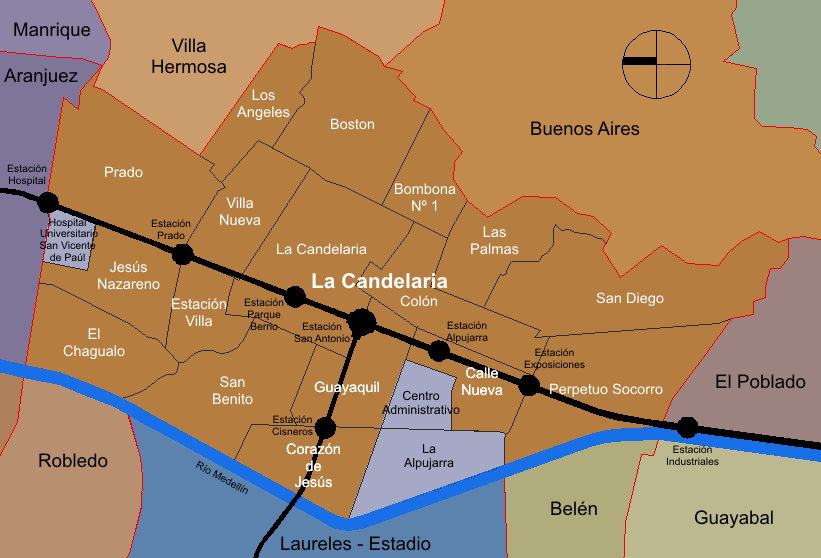
Comuna 11 Laureles Estadio

- Carlos E. Restrepo
- Suramericana
- Naranjal
- San Joaquín
- Los Conquistadores
- Bolivariana
- Laureles
- Las Acacias
- La Castellana
- Lorena
- El Velódromo
- Estadio
- Los Colores
- Cuarta Brigada
- Florida Nueva

### Comuna 12 La América

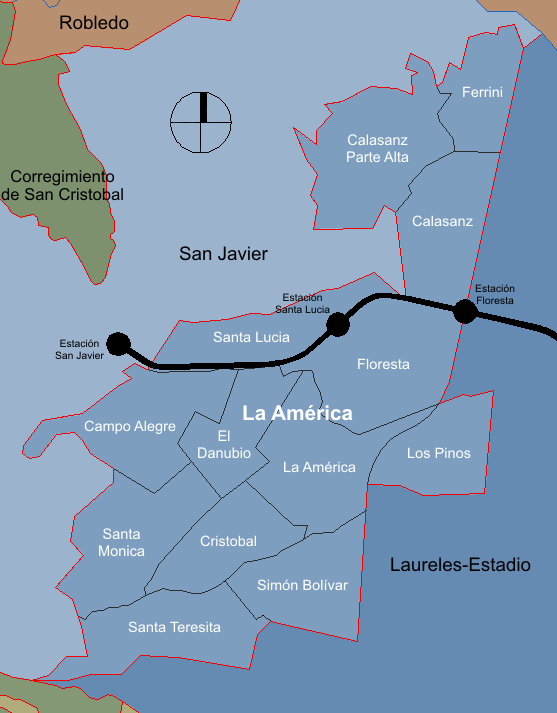
Comuna 12 La América

- Calasanz
- Los Pinos
- La América
- La Floresta
- Santa Lucía
- El Danubio
- Campo Alegre
- Santa Mónica
- Barrio Cristóbal
- Simón Bolívar
- Santa Teresita
- Calasanz Parte Alta

### Comuna 13 San Javier

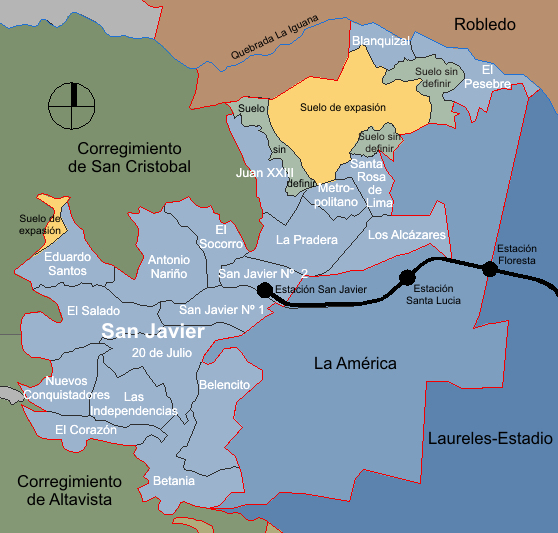
Comuna 13 San Javier

- San Javier Nº 1
- San Javier Nº 2
- El Pesebre
- Blanquizal
- Santa Rosa de Lima
- Los Alcázares
- Metropolitano
- La Pradera
- Juan XIII - La Quiebra
- La Divisa
- Veinte de Julio
- Belencito
- Betania
- El Corazón
- Las Independencias
- Nuevos Conquistadores
- El Salado
- Eduardo Santos
- Peñitas
- Antonio Nariño
- El Socorro

### Comuna 14 El Poblado

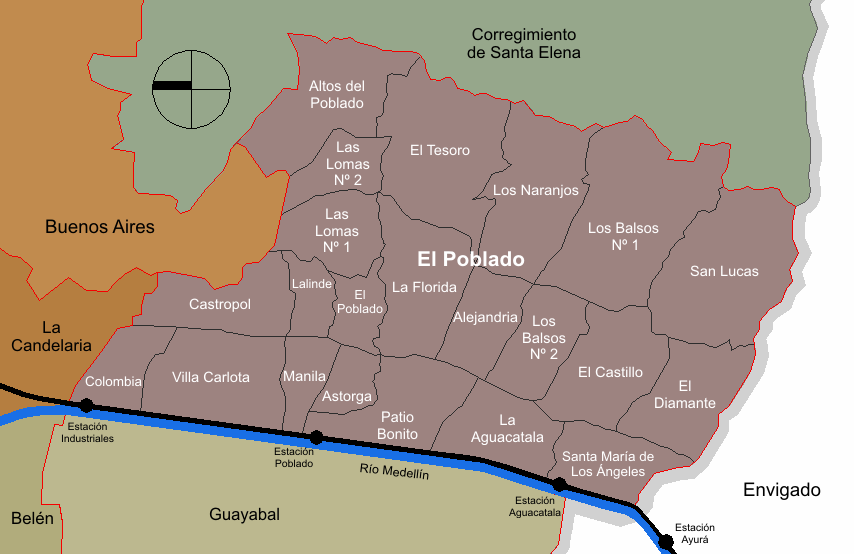
Comuna 14 El Poblado

- El Poblado
- Barrio Colombia
- Simesa
- Villa Carlota
- Castropol
- Lalinde
- Las Lomas No. 1
- Las Lomas No. 2
- Altos del Poblado
- El Tesoro
- Los Naranjos
- Los Balsos No. 1
- Los Balsos No. 2
- San Lucas
- El Diamante No. 2
- El Castillo
- Alejandría
- La Florida
- Manila
- Astorga
- Patio Bonito
- La Aguacatala
- Santa María de Los Ángeles

### Comuna 15 Guayabal

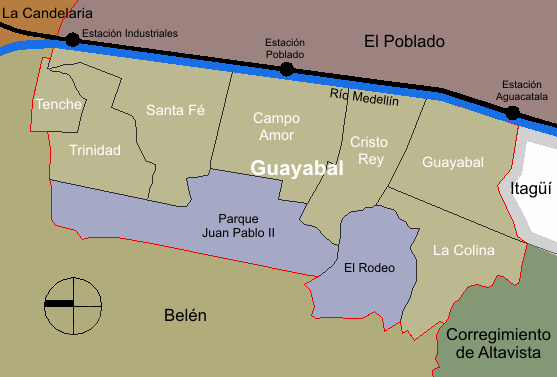
Comuna 15 Guayabal

- Guayabal
- Tenche
- Trinidad
- Santa Fe
- Shellmar
- San Pablo
- Parque Juan Pablo II
- Campo Amor, Noel
- Cristo Rey
- La Colina

### Comuna 16 Belén

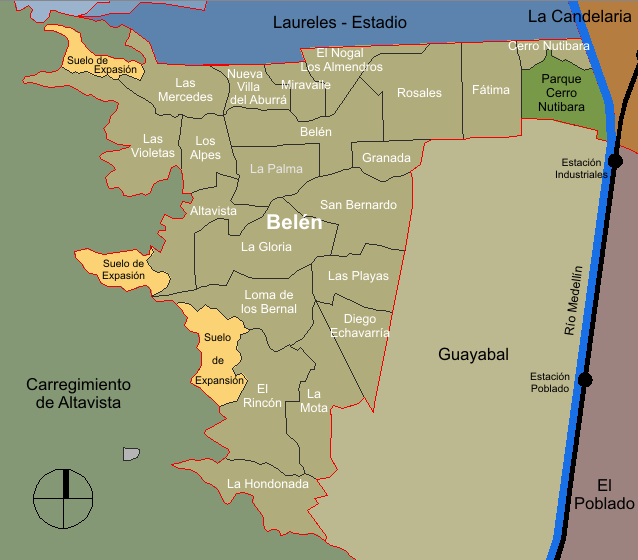
Comuna 16 Belén

- San Bernardo
- El Rincón
- La Gloria
- Altavista
- Las Violetas
- La Mota
- Las Playas
- Belén
- Rosales
- Fátima
- Las Mercedes
- La Loma de los Bernal
- Los Alpes
- La Palma
- Granada
- Miravalle
- Nueva Villa del Aburrá
- El Nogal - Los Almendros
- Diego Echavarría
- La Hondonada
- Cerro Nutibara

### Corregimientos
- Santa Elena
- San Cristóbal
- Alta Vista
- San Antonio de Prado

## Nachweise
1. ↑  Mapa de Medellin studymedellin.org, abgerufen am 21. September 2022 (spanisch)